# 2 Batalion Ciężkich Karabinów Maszynowych
2 Batalion Ciężkich Karabinów Maszynowych (2 bckm)  - oddział piechoty Wojska Polskiego II RP.
Jednostka sformowana została w Różanie na podstawie rozkazu wykonawczego Departamentu Piechoty M.S.Wojsk. z 8 września 1927. W marcu 1930 pododdział został rozformowany.
Do nowo powstałego pododdziału przeniesieni zostali niżej wymienieni oficerowie:
- mjr Karol Świnarski z Departamentu Piechoty M.S.Wojsk. na dowódcę batalionu (od 23 stycznia 1928 podpułkownik)
- kpt. Antoni Hyży z 13 pp na kwatermistrza (od 18 lutego 1928 major)
- kpt. Jan Czesław Jankowski z 72 pp
- kpt. Stefan Bobrowski z 36 pp
- kpt. Marian Bolesław Nerski z 60 pp
- kpt. Edmund Juliusz Hauptman z 60 pp
- kpt. Wiktor Emanuel Gieruszczak z 42 Pułku Piechoty
- kpt. Jan Witrzens z 71 pp
- por. Tadeusz Runge z 42 pp
- por. Jan Leśniewski z 36 pp
- por. Jan Trentowski z 32 pp
- por. Stefan Stępień z 7 pp Leg.
- por. Leon Janik z CSS
- por. Jan Turza z CSS
- por. Adam Gdulewicz z CSS[1].

Następnie dołączył kpt. Antoni II Borkowski na stanowisko płatnika.